# Meridiano 118 W
O meridiano 118 W é um meridiano que, partindo do Polo Norte, atravessa o Oceano Ártico, América do Norte, Oceano Pacífico, Oceano Antártico, Antártida e chega ao Polo Sul. Forma um círculo máximo com o Meridiano 62 E.
Começando no Polo Norte, o meridiano 118º Oeste tem os seguintes cruzamentos:
| País, território ou mar       | Notas |
| ----------------------------- | --- |
| Oceano Ártico                 | |
| Canadá                        | Territórios do Noroeste - Ilha Prince Patrick |
| Canal de Crozier              | |
| Canadá                        | Territórios do Noroeste - Ilha Eglinton |
| Estreito de Kellett           | |
| Estreito de McClure           | |
| Canadá                        | Territórios do Noroeste - Ilha Banks |
| Estreito do Príncipe de Gales | |
| Canadá                        | Territórios do Noroeste - Ilha Victoria |
| Enseada Minto                 | |
| Canadá                        | Territórios do Noroeste - Ilha Victoria |
| Golfo de Amundsen             | |
| Canadá                        | Nunavut Territórios do Noroeste - passa no Grande Lago do Urso Alberta Colúmbia Britânica                                                                    |
| Estados Unidos                | Washington Oregon Nevada Califórnia - passa a leste de Los Angeles                                                                                           |
| Oceano Pacífico               | Passa a leste da Ilha de Santa Catalina, Estados Unidos · Passa a leste da Ilha de San Clemente, Estados Unidos · Passa a leste da Ilha de Guadalupe, México |
| Oceano Antártico              | |
| Antártida                     | Território não reivindicado |